# Passalus rugosus
Passalus rugosus (лат.) — вид сахарных жуков рода Passalus из семейства пассалиды (Passalidae). Неотропика (Колумбия). Имеют длину около 2 см (20,1—23,2 мм), буровато-чёрные, блестящие. Тело субцилиндрическое. Передняя граница лица с сильной срединной выемкой, что свидетельствует о наличии вторичных медиально-фронтальных бугорков. Медиофронтальный и латерофронтальный бугорки слиты, крупные. Центральный бугорок с несвободной вершиной. Латеропостерные бугорки крупные, заметные, конические. Глаза крупные. Антеннальная булава трехламеллярная, с длинными ламелями. Лацинии с двузубой вершиной. Медиобазальная область ментума выступающая и голая. Маргинальная борозда узкая, занимает 2/3 переднего края пронотума. Простернеллюм ромбовидный, острый. Мезостернум голый; мезостернальные рубцы отчетливые и удлиненные. Метастернум переднелатерально и в латеральной борозде голый; диск гладкий и окаймлен точками от заднего до латерального края. Плечи опушены, а надкрылья опушены в базальной трети. Передне-вентральная граница переднего бедра с заметной бороздкой. Мезо- и метатибии с небольшими шипиками или не вооружены.  Клипеус скрыт под лицевым склеритом. Фронтоклипеус отсутствует.